# Tritia conspersa
Tritia conspersa is een slakkensoort uit de familie van de fuikhorens (Nassariidae). De wetenschappelijke naam van de soort werd als Buccinum conspersum in 1849 gepubliceerd door Philippi.